# Qatar Telecom German Open 2006
Qatar Telecom German Open 2006 - жіночий тенісний турнір, що проходив на відкритих кортах з ґрунтовим покриттям Rot-Weiss Tennis Club у Берліні (Німеччина). Належав до турнірів 1-ї категорії в рамках Туру WTA 2006. Тривав з 5 до 13 травня 2006 року. Надія Петрова здобула титул в одиночному розряді.

## Фінальна частина

### Одиночний розряд
Надія Петрова —  Жустін Енен-Арденн 4–6, 6–4, 7–5

### Парний розряд
Янь Цзи /  Чжен Цзє —  Олена Дементьєва /  Флавія Пеннетта 6–2, 6–3